# Antoine de la Sale
Antoine de la Sale (1385/1386 Provence – 1461/1462) byl francouzský dvořan, vychovatel a spisovatel.

## Životopis
Narodil se v Provence, pravděpodobně v Arles, jako nemanželský syn Bernarda de la Salle, slavného gaskoňského žoldáka, zmiňovaného ve Chronicles of Froissart. Jeho matka byla rolnice, Perrinette Damendel. Poprvé se oženil s Jeanne d'Aigremont, se kterou měl syny Pierra a Guillauma.
V roce 1402 Antoine vstoupil na dvůr třetí dynastie Angevinů v Anjou, pravděpodobně jako páže. Roku 1407 byl v Messině s Ludvíkem II., vévodou z Bourbonu, který tam šel prosadit svůj nárok na sicilské království. Další roky snad strávil v Brabantsku, protože byl účastníkem turnajů v Bruselu a Gentu. V roce 1415 se zúčastnil úspěšné výpravy Jana I. Portugalského proti Maurům v Ceutě.
Roku 1420 doprovázel 17letého Ludvíka III. z Anjou (1403–1434) při jeho pokusu prosadit svůj nárok na krále Neapole. Cestoval z Norcie na Monti Sibillini a sousední Pilátovo jezero (podle místní legendy místo posledního odpočinku Pontského Piláta). Příběh o jeho dobrodružstvích na této cestě a o místních legendách a Sibylině jeskyni tvořilo kapitolu La Salade.
V roce 1426 se Antoine de la Sale pravděpodobně vrátil s Ludvíkem III. z Anjou, který byl také hrabětem de Provence, do Provence, kde r. 1429 působil jako viguier z Arles. V roce 1434 ho Ludvíkův nástupce René z Anjou učinil vychovatelem svého syna, Jana II., (také známého jako vévoda z Kalábrie), kterému jako jeho učitel věnoval svou La Salade, učebnici studií nezbytných pro knížete. Práce se týkala geografie, historie, protokolu a vojenské taktiky. Dochoval se jeden kompletní originál a dvě raná tištěná vydání. Zahrnoval také Le Paradis de la reine Sibylle a Excursion aux Îles Lipari, ty však byly často upravovány samostatně.
V roce 1439 měl v Itálii na starosti hrad Capua, s Janem II. a jeho mladou manželkou Marií de Bourbon, když místo obléhal aragonský král Alfonso V. Aragonský. La Sale se ve stejném roce oženil podruhé s Lione de la Sellana de Brusa. Bylo mu asi třiapadesát; jí bylo patnáct. René z Anjou opustil Neapol r. 1442 a Antoine se bezpochyby ve stejnou dobu vrátil do Francie. Jeho rady byly vyhledávány na turnajích, které oslavovaly svatbu Markéty z Anjou v Nancy v roce 1445. Na podobné oslavě v Saumuru r. 1446, byl jedním z rozhodčích.
Když bylo Janu II. dvacet let opustil La Sale po čtyřiceti letech služby rodu Anjou. Stal se vychovatelem synů Ludvíka de Luxembourg, hraběte ze Saint-Pol, který ho vzal do Flander a představil na dvoře Philippa le Bona, vévody z Burgundska. Pro své nové žáky napsal v Chatelet-sur-Oise v roce 1451 mravní dílo s názvem La Salle. Když se dauphin (poté Ludvík XI) uchýlil na burgundský dvůr, Antoine následoval svého patrona Ludvíka de Luxembourg do Genappe v Brabantsku.
Během poslední dekády svého života se la Sale stal produktivním spisovatelem, vydal své nejslavnější dílo Le Petit Jehan de Saintré, epištolu Reconfort a Madame de Neufville a svou turnajovou knihu Des anciens tournois et faictz d' armes. Shromáždil nebo upravil sbírku neslušných příběhů Cent Nouvelles nouvelles, které měly být vyprávěny různými osobami na dvoře Philippe le Bona. Dokončená kopie tohoto díla byla předložena vévodovi burgundskému v Dijonu r. 1462. Pokud byl autorem La Sale, pravděpodobně ještě žil; jinak poslední zmínka o něm byla z roku 1461.

## Dílo
- Quinze joyes de mariage (1450)
- La Salle (1451)
- Le Petit Jehan de Saintré (1456)
- Reconfort a Madame de Neufville (1458), epištola obsahující dva příběhy o rodičovské statečnosti, napsané ve Vendeuil-sur-Oise
- Des anciens tournois et faictz d'armes (1459)
- Journee l'Onneur et de Prouesse (1459)
- Cent Nouvelles nouvelles (1461), sbírka povídek, "nepochybně první dílo literární prózy ve francouzštině"
- Někteří kritici mu připisovali také frašku Maitre Pathelina

### V češtině
- Novella – úvod František Sekanina; ze sbírky Cent novelles nouvelles přeložil Jaroslav Pasovský; in: 1000 nejkrásnějších novel... č. 50. Praha: J. R. Vilímek, 1913
- Patnáct radostí manželských – Vyškov: František Obzina, 1931